# John Story (martyr)
Pour les articles homonymes, voir Story.
John Story (parfois orthographié Storey) (Né en 1504 dans le Northumberland et mort le 1er juin 1571 à Tyburn) est un martyr catholique anglais, qui fut exécuté pendant le règne d'Élisabeth Ire.

## Biographie
Né en 1504, John Story étudie le droit à Hinxsey Hall, à l'université d'Oxford. En 1535 il devient professeur de droit civil. Deux ans plus tard il est principal de Broadgates Hall, Pembroke College. Docteur en droit civil en 1538, il préfère démissionner de son poste de principal pour devenir avocat.
Au moment où Henri VIII signe l'acte de suprématie, John Story s'en accommode. Il devient ainsi Anglican. En 1544, pour le remercier de différents services rendus, le roi le confirme dans un poste de professeur de droit civil à l'université d'Oxford. En 1545 il est élu membre du parlement. Il représente la circonscription de Salisbury et de Hindon dans le Wiltshire.
Néanmoins en 1548 juste après l'accession au trône de Édouard VI il se retrouve en prison pour s'être opposé à la décision du roi d'introduire officiellement la doctrine calviniste en Angleterre et au Pays de Galles. Cette décision conduit l'Eglise Anglicane à s'éloigner un peu plus de la tradition catholique. Relâché il choisit de s'exiler à Louvain avec sa famille.
Après l'accession au trône de la reine Marie, il revint en Angleterre. Nous sommes à l'été 1553. Il est rétabli dans sa fonction de professeur de droit. Il ne souhaite néanmoins pas retourner vers l'enseignement. Il est alors nommé chancelier des diocèses de Londres et d'Oxford. Il fait partie des fonctionnaires qui instruiront le procès de Thomas Cranmer à Oxford en 1555. Par ailleurs il redevient membre du parlement.
Lorsqu'Élisabeth Ire accède au trône, la situation devient plus difficile pour lui. En mai 1560 bien que régulièrement réélu au parlement il est emprisonné à la prison de Fleet pour refus d'assister aux offices anglicans. Il apparaît alors clairement qu'il a alors fait le choix de rester membre de l'Eglise catholique. En 1563, il est de nouveau arrêté et interné à la prison de Marshalsea. Il finit par quitter l'Angleterre et se rend en Flandre où il devint un protégé du roi Philippe II. Il est engagé par Fernando Álvarez de Toledo y Pimentel, duc d'Albe et gouverneur des Pays-Bas espagnols, pour empêcher l'exportation de livres "hérétiques" des Pays-Bas vers l'Angleterre. Les services de la reine cherchent néanmoins à le capturer et à la ramener en Angleterre. En 1570 il est trahi alors qu'il contrôlait un bateau anglais au départ d'Anvers. Retenu de force sur le navire il est débarqué à Yarmouth d'où il est emmené vers Londres et est emprisonné dans la Tour de Londres.
Bien qu'il soit alors devenu sujet espagnol, il est jugé pour haute trahison et est condamné à mort le 2 mai 1571. Il est exécuté à Tyburn selon la peine réservée aux traîtres à savoir pendaison, éviscération et écartèlement le 1er juin 1571.

## Vénération
John Story fut béatifié avec les cinquante-quatre martyrs anglais par le pape Léon XIII le 29 décembre 1886. Sa mémoire est célébrée le 1er juin.